# Жмудське воєводство
Жмудське воєводство (лат. Palatinatus Samogitiae, пол. Województwo żmudzkie, рос. Жемайтское воеводство) — адміністративно-територіальна одиниця у Великому князівстві Литовському, що існувала в 1793—1795 роках. Центр — місто Расейняй. Фактично не було організовано у зв'язку з антиросійським повстанням під керівництвом Тадеуша Костюшка.
Утворено 23 листопада 1793 року згідно з рішенням Гродненського сейму, і припинило своє існування внаслідок третього поділу Речі Посполитої в 1795 році.

## Адміністративний поділ
Поділялося на три землі:
- Расейняйська
- Тельшяйська
- Шяуляйська

## Посадові особи
На вальному сеймі воєводство представляли два сенатори (воєвода й каштелян) та шість послів (від кожної землі — по два).

### Воєводи
Фактично роль воєводи жемайтського виконував останній генеральний староста жемайтський Антоній Онуфрій Гелгуд.

### Каштеляни
Останнім каштеляном жемайтським був Станіслав Антоній Тишкевич.